# Volutella melaloma
Volutella melaloma är en svampart som beskrevs av Berk. & Broome 1850. Volutella melaloma ingår i släktet Volutella och familjen Nectriaceae.   Inga underarter finns listade i Catalogue of Life.